# Verneuil-Petit
Verneuil-Petit ist eine französische Gemeinde mit 109 Einwohnern (Stand: 1. Januar 2022) im Département Meuse in der Region Grand Est (bis 2015 Lothringen). Sie gehört zum Arrondissement Verdun und zum Kanton Montmédy.

## Geografie
Verneuil-Petit liegt im Norden der Region Grand-Est, nördlich von Verneuil-Grand, unweit der Grenze zu Belgien.

## Bevölkerungsentwicklung
| Jahr                       | 1962 | 1968 | 1975 | 1982 | 1990 | 1999 | 2006 | 2019 |
| Einwohner                  | 62   | 69   | 79   | 70   | 64   | 80   | 124  | 117  |
| Quellen: Cassini und INSEE |      |      |      |      |      |      |      |      |

## Sehenswürdigkeiten

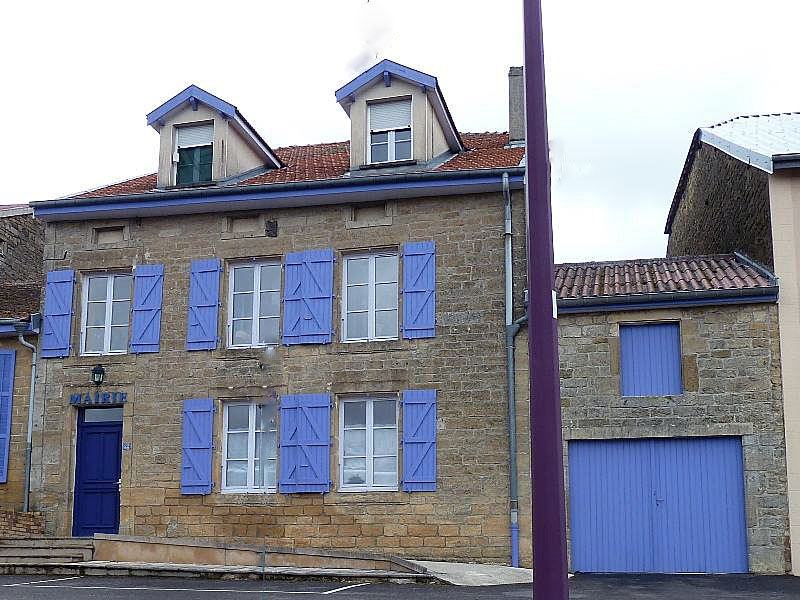
Mairie Verneuil-Petit

- Kirche Saint-Martin